# Geositta punensis
Geositta punensis là một loài chim trong họ Furnariidae.